# Preshoek
Preshoek is een gehucht in Aalbeke, een deelgemeente van de Belgische stad Kortrijk. 
Het gehucht bevindt zich in het noorden van Aalbeke, anderhalve kilometer ten noordwesten van het dorpscentrum, nabij de grens met Lauwe. Het is aangeduid als Preshoek in de Atlas der Buurtwegen uit 1841 en de Vandermaelenkaart uit dezelfde periode. De aanleg van de autosnelweg A14/E3 (later E17) had begin jaren 70 een grote invloed op de omgeving. Het gehucht werd door de snelweg afgesneden van het dorpscentrum van Aalbeke, en nabijgelegen gehucht Kapelhoek verdween onder het knooppunt Aalbeke, de verkeerswisselaar E17/E403. De historische, beschermde hoeve Goed te Nieuwenhove, net ten noorden van Kapelhoek en Preshoek bleef net gevrijwaard. In de eerste decennia van de 21ste eeuw werd nabij de Preshoek een nieuw natuur- en recreatiegebied ontwikkeld, het Preshoekbos.